# Synagoge (Eichtersheim)

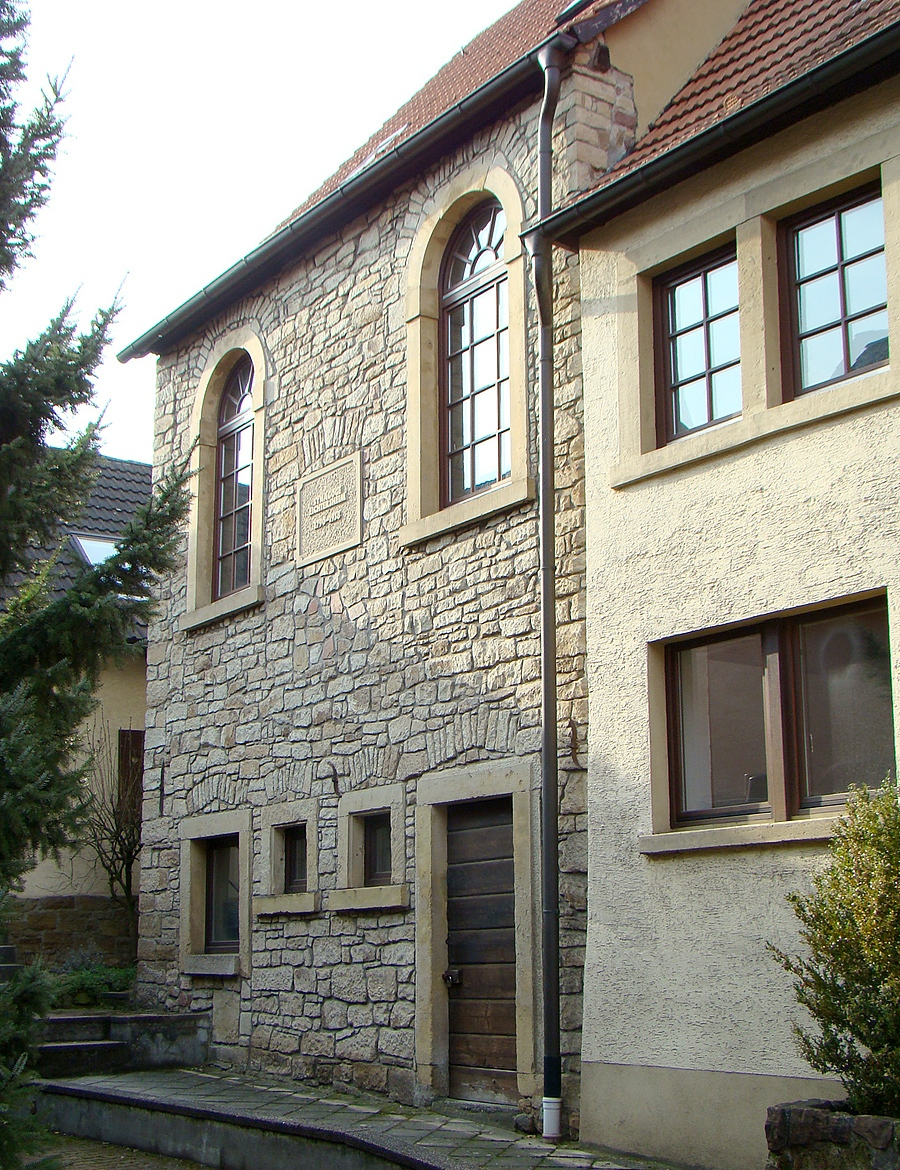
Ehemalige Synagoge in Eichtersheim (links)

Die Synagoge in Eichtersheim, einem Ortsteil der Gemeinde Angelbachtal im Rhein-Neckar-Kreis im nördlichen Baden-Württemberg, wurde Ende des 18. Jahrhunderts errichtet und um 1830 erweitert. Die profanierte Synagoge befindet sich an der Hauptstraße 37/39 und ist ein Kulturdenkmal gemäß § 2 Denkmalschutzgesetz.

## Geschichte
Sehr wahrscheinlich besaß die Jüdische Gemeinde Eichtersheim im 18. Jahrhundert einen Betsaal. Eine Synagoge wurde Ende des 18. Jahrhunderts hinter dem 1779 erbauten und bis heute erhaltenen Gebäude Hauptstraße 37 errichtet. Da diese Synagoge für die in der ersten Hälfte des 19. Jahrhunderts stark wachsende Gemeinde zu klein geworden war, wurde ein Neubau oder eine Vergrößerung der bisherigen Synagoge vermutlich 1830 durchgeführt.
Vor der sogenannten Reichskristallnacht wurde die Synagoge an Privatleute verkauft und blieb dadurch unzerstört. Nach 1945 wurde das Gebäude als Lager und Schreinerwerkstatt genutzt. In letzten Jahren wurde das Gebäude restauriert und wird teilweise als Wohnung genutzt.